# Dardarina
Dardarina is een geslacht van vlinders van de familie dikkopjes (Hesperiidae), uit de onderfamilie Heteropterinae.

## Soorten
- D. amadryas Hayward, 1942
- D. aspila Mielke, 1966
- D. castra Evans, 1955
- D. dardaris (Hewitson, 1877)
- D. daridaeus (Godman, 1900)
- D. jonesi Evans, 1955
- D. para Mielke, 1968
- D. rana Evans, 1955
- D. salta Evans, 1937
- D. tessellatus (Hayward, 1934)
- D. umuarama Mielke, 1978